# بنیامین لوبو ودل
بنیامین لوبو ودل (انگلیسی: Benjamin Lobo Vedel؛ زادهٔ ۲۳ سپتامبر ۱۹۹۷) ورزشکار دو و میدانی اهل دانمارک است.